# Amalie
Amalie ist ein weiblicher Vorname, der auch als Familienname vorkommt.

## Herkunft und Bedeutung
Amalie ist eine Variante von Amalia, der latinisierten Variante von germanischen, vor allem gotischen Namen die mit dem Element amal beginnen. Das Element, auf das auch das gotische Herrschergeschlecht der Amaler zurückgeht, bedeutet „Arbeit“, „Anstrengung (im Kampf)“, „vorantreiben“, „mutig“, „tapfer“, „gewissenhaft“.

## Verbreitung
Der Name Amalie trat in Norwegen im Jahr 1993 in die Top-100 der Vornamenscharts ein und belegte sogleich Rang 61. Bald etablierte der Name sich im vorderen Viertel der Hitliste. Mit Rang 6 erreichte der Name seine bislang höchste Platzierung im Jahr 2018. Im Jahr 2021 belegte Amalie Rang 12 der Vornamenscharts.
In Dänemark zählte Amalie von 1994 bis 2010 zu den 50 meistgewählten Mädchennamen. Mit Rang 11 verfehlte der Name im Jahr 1999 die Top-10 nur knapp.
In Tschechien stieg der Name insbesondere in den frühen 2000ern in den Vornamenscharts auf. Im Jahr 2016 belegte er Rang 22 der Hitliste.
In Deutschland ist der Name Amalie sehr selten. Zwischen 2010 und 2021 wurden nur etwa 200 Mädchen so genannt. Für die 2010er Jahre steht Amalie auf Rang 1146 der Vornamenscharts. Der Name kommt in Österreich seit 1984 nur sporadisch in der Namensgebung vor. Auch in der Schweiz wird der Name sehr selten vergeben.
Der Name Amalie ist in England seit 2002 jährlich in den Hitlisten anzutreffen, jedoch zählt er nicht zu den beliebten Mädchennamen. Die höchste Platzierung erzielte er im Jahr 2013 mit dem 561. Rang. In Schottland taucht der Vorname bei der Namenswahl in den letzten Jahren häufiger auf, er ist aber nicht sonderlich beliebt.
In Schweden kommt er nur sehr selten in der Namensgebung vor.
Der Name gehört auch in Frankreich, Irland, Nordirland und Polen zu den eher seltenen Vornamen.
Amalie wird in Kanada seit 1980 hin und wieder bei der Namenswahl berücksichtigt, er ist aber nicht besonders populär. In den USA wird der Name zwar seit den 1980er Jahren regelmäßig vergeben, er ist aber nicht sehr beliebt. Von 1930 bis 2022 wurde er bei der Namenswahl rund 1.300 Mal berücksichtigt.

## Varianten
- Deutsch: Amalia, Amelie
  - Diminutiv: Malchen
  - Urgermanisch: Amelia, Amelina
- Englisch: Amelia, Amilia, Emelia, Emmaline, Emmalyn, Emmeline
  - Diminutiv: Millie, Milly
- Finnisch: Amalia
- Französisch: Amélia, Amélie, Émeline
  - Diminutiv: Lina, Line, Lyna
- Griechisch: Αμαλία Amalía
- Italienisch: Amalia, Amelia
- Kroatisch: Amalija
- Litauisch. Amalija, Amelija
- Niederländisch: Amalia
- Polnisch: Amelia
  - Diminutiv: Amelka
- Portugiesisch: Amália, Amélia
- Rumänisch: Amalia
- Russisch: Амалия Amalija
- Schwedisch: Amalia, Amela
- Slowakisch: Amália
- Slowenisch: Amalija
- Spanisch: Amalia, Amelia, Emelina
- Tschechisch: Amálie
- Ungarisch: Amália

## Namenstag
- 6. März: nach Amalie Streitel, der Gründerin des Krankenpflegeordens der „Addolorata-Schwestern“

## Namensträgerinnen

### Aus Fürstenhäusern
chronologisch
- Amalia von Sachsen, mehrere Personen
- Amalie von Brandenburg (1461–1481), durch Heirat Pfalzgräfin und Herzogin von Zweibrücken und Veldenz
- Amalie von der Pfalz (1490–1525), Herzogin von Pommern
- Amalia von Kleve (1517–1586), Prinzessin aus dem Hause Von der Mark
- Amalie von Hirschberg († 1564), Äbtissin des Klarissenklosters Hof
- Amalie Elisabeth von Hanau-Münzenberg (1602–1651), Regentin der Landgrafschaft Hessen-Kassel
- Amalie zu Solms-Braunfels (1602–1675), durch Heirat Prinzessin von Oranien und Gräfin von Nassau
- Amalia von Degenfeld (1647–1683), Adelige, Kammerfrau am kurpfälzischen Hof
- Amalia Regina von Zinzendorf  (1663–1709), verheiratete Reichsgräfin von Ortenburg
- Amalie von Sachsen-Hildburghausen (1732–1799), durch Heirat Fürstin von Hohenlohe-Neuenstein zu Oehringen
- Amalie von Pfalz-Zweibrücken-Birkenfeld-Bischweiler (Maria Amalie Auguste; 1752–1828), Kurfürstin und erste Königin von Sachsen sowie Königin von Polen
- Amalie von Hessen-Darmstadt (1754–1832), durch Heirat Erbprinzessin von Baden
- Amalie Zephyrine von Salm-Kyrburg (1760–1841), Fürstin von Hohenzollern-Sigmaringen, Regentin im Fürstentum Salm
- Amalie von Hessen-Homburg (1774–1846), Erbprinzessin von Anhalt-Dessau
- Amalie Christiane von Baden (1776–1823), badische Prinzessin
- Amalie von Nassau-Weilburg (1776–1841), deutsche Adlige, Fürstin von Anhalt-Bernburg
- Amalie von Sachsen (1794–1870), Prinzessin von Sachsen, Schriftstellerin und Komponistin
- Amalie von Württemberg (1799–1848), Herzogin von Württemberg und durch Heirat Herzogin von Sachsen-Altenburg
- Amalie Auguste von Bayern (1801–1877), durch Heirat Königin von Sachsen
- Amalie von Schweden (1805–1853), Tochter von König Gustav Adolf IV. von Schweden (1778–1837) aus dem Hause Wasa
- Amalie von Oldenburg (1818–1875), Königin von Griechenland
- Amalia von Sachsen-Weimar-Eisenach (1830–1872), durch Heirat Prinzessin der Niederlande
- Amalia del Pilar von Spanien (1834–1905), Infantin von Spanien
- Amalie von Sachsen-Coburg und Gotha (1848–1894), deutsche Prinzessin und durch Heirat Herzogin in Bayern
- Amalie in Bayern (1865–1912), Herzogin in Bayern und durch Heirat Herzogin von Urach, Gräfin von Württemberg
- Catharina-Amalia van Oranje (* 2003), Prinzessin von Oranien, Kronprinzessin der Niederlande

### Amalie
- Amalie Beer (1767–1854), deutsch-jüdische Salonnière, Mutter des Komponisten Giacomo Meyerbeer
- Amalie Bleibtreu (1835–1917), österreichische Theaterschauspielerin, Urgroßtante der Schauspielerin Monica Bleibtreu
- Amalie Bruun (* 1985), dänische Musikerin und Schauspielerin
- Amalie Dietrich (1821–1891), deutsche Zoologin
- Amalie Vevle Eikeland (* 1995), norwegische Fußballspielerin
- Amalie von Gallitzin (1748–1806), „Pendlerin“ zwischen Aufklärung und Katholizismus und eine Mitbegründerin des „romantischen“ Katholizismus
- Amalie Hohenester (1827–1878), wurde als Wunderheilerin und so genannte „Doktorbäuerin“ bekannt
- Amalie von Imhoff (1776–1831), deutsche Schriftstellerin
- Amalie Magelund (* 2000), dänische Badmintonspielerin
- Amalie Materna (1844–1918), österreichische Opernsängerin im Stimmfach Hochdramatischer Sopran
- Amalia Henrietta Mercier-Jenny (1885–1952), Schweizer Frauenrechtlerin
- Amalie Emmy Noether (1882–1935), deutsche Mathematikerin
- Amalie von Preußen (1723–1787), deutsche Komponistin
- Amalie Pinkus (1910–1996), Schweizer Frauenrechtlerin
- Amalie Römheld (1839–1874),  deutsche Schriftstellerin
- Amalie Schoppe (1791–1858), deutsche Schriftstellerin
- Amalie Seidel (1876–1952), österreichische Politikerin und Frauenrechtlerin
- Amalie Sieveking (1794–1859), deutsche Philanthropin
- Amalie Skram (1846–1905), norwegisch-dänische Schriftstellerin
- Amalie Struve (1824–1862), deutsche Revolutionärin der Märzrevolution von 1848/49, frühe Frauenrechtlerin und Schriftstellerin
- Amalie von Stubenrauch (1805–1876), deutsche Theaterschauspielerin

### Amalia und Amália
- Amalia Bereș (* 1997), rumänische Ruderin
- Amalia Björck (1880–1969), schwedische Schriftstellerin und Dichterin
- Amalia Brugnoli (1802–1892), italienische Tänzerin
- Amalia Carneri (1875–1942), österreichische Opernsängerin (Sopran)
- Amalia Fahlstedt (1853–1923), schwedische Schulleiterin, Schriftstellerin und Übersetzerin
- Amalia Ferraris (1832–1904), italienische Tänzerin
- Amalia Fleming (1912–1986), griechische Ärztin, Aktivistin und Politikerin
- Amalia von Forstmeister († 1541), Äbtissin des Klosters Kitzingen
- Amalia Nathansohn Freud (1835–1930), Mutter Sigmund Freuds
- Amalia González Caballero de Castillo Ledón (1898–1986), mexikanische Diplomatin, Politikerin und Autorin
- Amalia Guglielminetti (1881–1941), italienische Schriftstellerin und Dichterin
- Amalia Holm Bjelke (* 1995), schwedische Schauspielerin
- Amalia Holst (1758–1829), deutsche Pädagogin und Frauenrechtlerin
- Amália Krenner (1898–1974), ungarische Malerin, Zeichnerin und Grafikerin
- Amalia Mendoza (1923–2001), mexikanische Sängerin und Schauspielerin
- Amália Mozsolics (1910–1997), ungarische Prähistorikerin
- Amalia Pachelbel (1688–1723), deutsche Malerin und Kupferstecherin
- Amalia von Reischach (1447–1531), von 1491 bis 1531 Fürstäbtissin des Kanonissenstifts Lindau
- Amália Rodrigues (1920–1999), portugiesische Fado-Sängerin
- Amália Sterbinszky (1950–2025), ungarische Handballspielerin
- Amalia Trenkle (1795–1857), deutsche Zisterzienserin, 1834 bis 1857 Äbtissin des Zisterzienser-Klosters Lichtenthal
- Amalia Ulman (* 1989), argentinische Künstlerin

Zweitname
- Anna Amalia von Sachsen-Weimar-Eisenach (1739–1807), deutsche Regentin, Mäzenin und Komponistin